# 라파엘 아마야

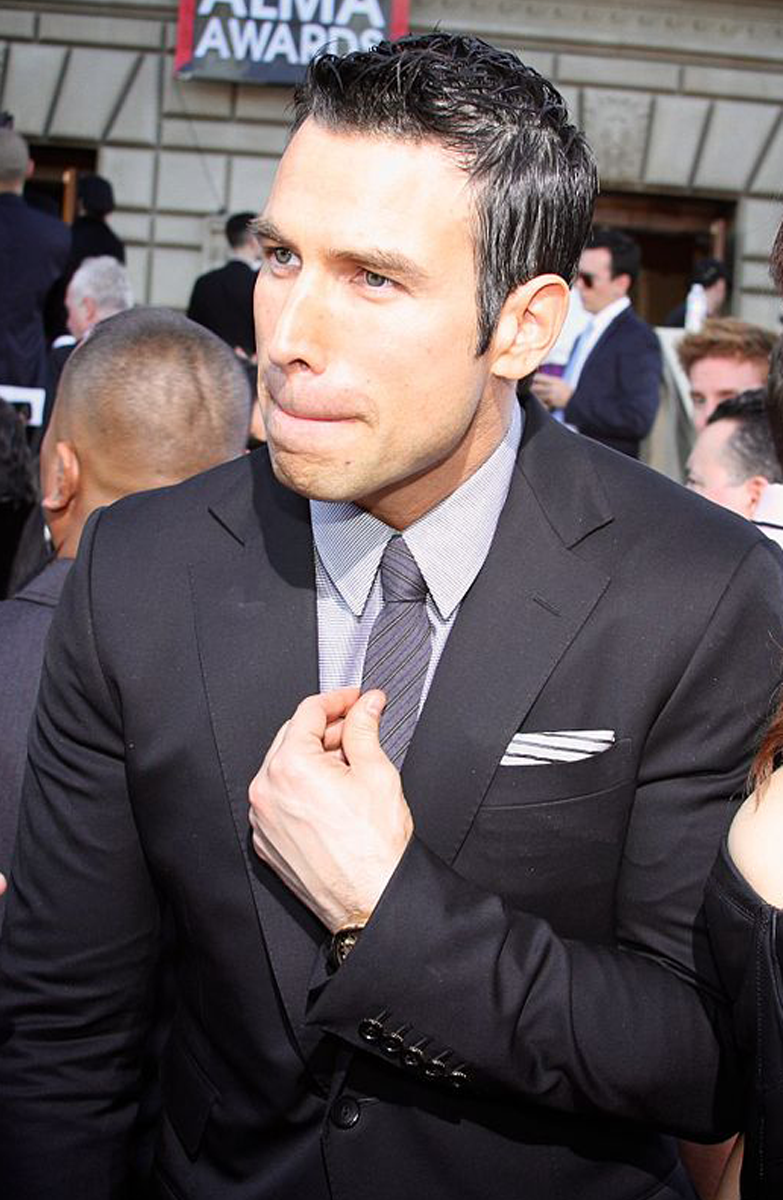

라파엘 아마야(José Rafael Amaya Parra Núñez, 1977년 10월 2일 ~ )는 멕시코의 텔레비전 배우, 영화배우이다.
에르모시요에서 태어났다.

## 영화
- 드러그 앤 골드 (2015년) - 대니 역
- 캔틴플라스 (2014년)
- 굿바이 크루얼 월드 (2010년)
- 블루스킨 (2010년) - 페르난도 역
- 어트로셔스 (2010년)
- 페페 & 산토 대 아메리카 (2009년)
- 로커 마리 (2009년)